# Seznam dílů seriálu Elena z Avaloru
Toto je seznam dílů seriálu Elena z Avaloru.

## Přehled řad
| Řada | Díly | Premiéra v USA    | Premiéra v USA | Premiéra v ČR (ČT :D) | Premiéra v ČR (ČT :D) | Premiéra v ČR (Disney Channel) | Premiéra v ČR (Disney Channel) |
| Řada | Díly | První díl         | Poslední díl   | První díl             | Poslední díl          | První díl                      | Poslední díl                   |
| ---- | ---- | ----------------- | -------------- | --------------------- | --------------------- | ------------------------------ | ------------------------------ |
| 1    | 25   | 22. července 2016 | 1. října 2017  | 8. dubna 2019         | 3. května 2019        | 29. října 2016                 | 23. listopadu 2017             |
| 2    | 24   | 14. října 2017    | 1. června 2019 | 4. května 2019        | 28. května 2019       | 19. května 2018                | nebylo vysíláno                |
| 3    | 28   | 7. října 2019     | 23. srpna 2020 | 15. dubna 2022        | 15. května 2022       | nebylo vysíláno                | nebylo vysíláno                |

## Seznam dílů

### První řada (2016–2017)
| Č. v seriálu | Č. v řadě | Původní název          | Český název                  | Režie          | Scénář                     | Premiéra v USA    | Premiéra v ČR (Disney Channel) |
| ------------ | --------- | ---------------------- | ---------------------------- | -------------- | -------------------------- | ----------------- | ------------------------------ |
| 1            | 1         | First Day of Rule      | První den panování           | Elliot M. Bour | Craig Gerber               | 22. července 2016 | 29. října 2016                 |
| 2            | 2         | Model Sister           | Dokonalá sestra              | Elliot M. Bour | Becca Topol                | 22. července 2016 | 30. října 2016                 |
| 3            | 3         | All Heated Up          | Jen vybuchnout               | Elliot M. Bour | Tom Rogers                 | 29. července 2016 | 5. listopadu 2016              |
| 4            | 4         | Island of Youth        | Ostrov mládí                 | Nathan Chew    | Becca Topol                | 12. srpna 2016    | 6. listopadu 2016              |
| 5            | 5         | Spellbound             | Pouto kouzla                 | Robb Pratt     | Tom Rogers                 | 26. srpna 2016    | 12. listopadu 2016             |
| 6            | 6         | Prince Too Charming    | Příliš okouzlující princ     | Nathan Chew    | Mercedes Valle             | 16. září 2016     | 19. listopadu 2016             |
| 7            | 7         | Finders Leapers        | Nezbezdný poklad             | Nathan Chew    | Mercedes Valle             | 23. září 2016     | 13. listopadu 2016             |
| 8            | 8         | Royal Retreat          | Královský dýchánek           | Robb Pratt     | Becca Topol                | 30. září 2016     | 20. listopadu 2016             |
| 9            | 9         | A Day to Remember      | Den vzpomínání               | Elliot M. Bour | Silvia Olivas              | 16. října 2016    | 26. listopadu 2016             |
| 10           | 10        | The Scepter of Light   | Žezlo světla                 | Robb Pratt     | Tom Rogers Mercedes Valle  | 4. listopadu 2016 | 27. listopadu 2016             |
| 11           | 11        | Navidad                | Vánoce                       | Nathan Chew    | Craig Gerber               | 9. prosince 2016  | 29. dubna 2017                 |
| 12           | 12        | Olaball                | Olaball                      | Nathan Chew    | Tom Rogers                 | 25. února 2017    | 6. května 2017                 |
| 13           | 13        | Flight of the Jaquins  | Let Jagraků                  | Robb Pratt     | Becca Topol                | 4. března 2017    | 13. května 2017                |
| 14           | 14        | Crystal in the Rough   | Krystaly v pohybu            | Nathan Chew    | Mercedes Valle             | 11. března 2017   | 20. května 2017                |
| 15           | 15        | The Princess Knight    | Princezna rytíř              | Nathan Chew    | Becca Topol                | 18. března 2017   | 27. května 2017                |
| 16           | 16        | Captain Turner Returns | Kapitánka Turnerová se vrací | Nathan Chew    | Kaita Mpambara             | 8. dubna 2017     | 2. září 2017                   |
| 17           | 17        | King of the Carnaval   | Král Karnevalu               | Robb Pratt     | Tom Rogers                 | 22. dubna 2017    | 9. září 2017                   |
| 18           | 18        | My Fair Naomi          | Moje zlatá Naomi             | Robb Pratt     | Maria Escobedo             | 6. května 2017    | 16. září 2017                  |
| 19           | 19        | Spirit Monkey Business | Duchovní opice               | Nathan Chew    | Tom Rogers                 | 30. června 2017   | 23. září 2017                  |
| 20           | 20        | Wizard-in-Training     | Kouzelnice v zácviku         | Robb Pratt     | Becca Topol                | 21. července 2017 | 30. září 2017                  |
| 21           | 21        | Realm of the Jaquins   | Říše Jagraků                 | Elliot M. Bour | Silvia Olivas Craig Gerber | 12. srpna 2017    | 18. listopadu 2017             |
| 22           | 22        | The Gecko's Tale       | Gekkonův příběh              | Robb Pratt     | Kaita Mpambara             | 18. srpna 2017    | 20. listopadu 2017             |
| 23           | 23        | Party of a Lifetime    | Věčná párty                  | Robb Pratt     | Mercedes Valle             | 25. srpna 2017    | 21. listopadu 2017             |
| 24           | 24        | Blockheads             | Kostičky                     | Robb Pratt     | Tom Rogers                 | 16. září 2017     | 22. listopadu 2017             |
| 25           | 25        | Masks of Magic         | Kouzelné masky               | Nathan Chew    | Kaita Mpambara             | 1. října 2017     | 23. listopadu 2017             |

### Druhá řada (2017–2019)
| Č. v seriálu | Č. v řadě | Původní název                | Český název                  | Režie          | Scénář                                                        | Premiéra v USA     | Premiéra v ČR (ČT :D)          |
| ------------ | --------- | ---------------------------- | ---------------------------- | -------------- | ------------------------------------------------------------- | ------------------ | ------------------------------ |
| 26           | 1         | The Jewel of Maru            | Klenot Maru                  | Robb Pratt     | Ron Holsey                                                    | 14. října 2017     | 4. května 2019                 |
| 27           | 2         | Royal Rivalry                | Královská rivalita           | Nathan Chew    | Tom Rogers                                                    | 28. října 2017     | 5. května 2019                 |
| 28           | 3         | The Curse of El Guapo        | Prokletí El Guapy            | Robb Pratt     | Silvia Olivas                                                 | 11. listopadu 2017 | 6. května 2019                 |
| 29           | 4         | Three Jaquins and a Princess | Tři jagraci a princezna      | Nathan Chew    | Don Perez                                                     | 18. listopadu 2017 | 7. května 2019                 |
| 30           | 5         | A Spy in the Palace          | Špeh v paláci                | Robb Pratt     | Rachel Ruderman                                               | 25. listopadu 2017 | 8. května 2019                 |
| 31           | 6         | Science Unfair               | Věda jen pro vyvolené        | Nathan Chew    | Tom Rogers                                                    | 24. února 2018     | 9. května 2019                 |
| 32           | 7         | Rise of the Sorceress        | Povstání čarodějky           | Robb Pratt     | Don Perez                                                     | 3. března 2018     | 10. května 2019                |
| 33           | 8         | Shapeshifters                | Člověk jagrakem              | Nathan Chew    | Laurie Israel                                                 | 10. března 2018    | 11. května 2019                |
| 34           | 9         | The Scepter of Night         | Žezlo noci                   | Robb Pratt     | Tom Rogers                                                    | 17. března 2018    | 12. května 2019                |
| 35           | 10        | The Race for the Realm       | Rychle do Říše               | Nathan Chew    | Rachel Ruderman                                               | 14. července 2018  | 13. května 2019                |
| 36           | 11        | A Tale of Two Scepters       | Příběh dvou žezel            | Robb Pratt     | námět: Tom Rogers a Rachel Ruderman scénář: Don Perez         | 21. července 2018  | 14. května 2019                |
| 37           | 12        | Class Act                    | První hodina                 | Nathan Chew    | Kerri Grant                                                   | 28. července 2018  | 15. května 2019                |
| 38           | 13        | All Kingdoms Fair            | Královský jarmark            | Robb Pratt     | Tom Rogers                                                    | 4. srpna 2018      | 16. května 2019                |
| 39           | 14        | A Lava Story                 | Příběh z lávy                | Robb Pratt     | Kerri Grant                                                   | 11. srpna 2018     | 17. května 2019                |
| 40           | 15        | Song of the Sirenas          | Píseň Sirén 1Píseň Sirén 2   | Elliot M. Bour | Silvia Olivas and Rachel Ruderman                             | 21. září 2018      | 18. května 201919. května 2019 |
| 41           | 16        | The Tides of Change          | Na vlně změny                | Nathan Chew    | Don Perez                                                     | 13. října 2018     | 20. května 2019                |
| 42           | 17        | The Return of El Capitan     | Návrat kapitána              | Nathan Chew    | Rachel Ruderman                                               | 27. října 2018     | 21. května 2019                |
| 43           | 18        | Finding Zuzo                 | Hledá se Zuzo                | Nathan Chew    | Tom Rogers                                                    | 3. listopadu 2018  | 22. května 2019                |
| 44           | 19        | Snow Place Like Home         | Všude dobře, na sněhu nejlíp | Robb Pratt     | Tom Rogers                                                    | 24. listopadu 2018 | 23. května 2019                |
| 45           | 20        | Two Left Fins                | Na dvou ploutvích            | Robb Pratt     | námět: Tom Rogers a Rachel Ruderman scénář: Michael Kramer    | 19. ledna 2019     | 24. května 2019                |
| 46           | 21        | Movin' On Up                 | Stěhování                    | Nathan Chew    | námět: Rachel Ruderman a Tom Rogers scénář: Jeffrey M. Howard | 16. února 2019     | 25. května 2019                |
| 47           | 22        | Not Without My Magic         | Bez kouzel ne                | Robb Pratt     | Rachel Ruderman                                               | 23. března 2019    | 26. května 2019                |
| 48           | 23        | Luna's Big Leap              | Lunina velká změna           | Nathan Chew    | Tom Rogers                                                    | 27. dubna 2019     | 27. května 2019                |
| 49           | 24        | Naomi Knows Best             | Naomi to ví nejlíp           | Robb Pratt     | Jessica Lopez                                                 | 1. června 2019     | 28. května 2019                |

### Třetí řada (2019–2020)
| Č. v seriálu | Č. v řadě | Původní název                   | Český název                                        | Režie                                    | Scénář | Premiéra v USA     | Premiéra v ČR (ČT :D)          |
| ------------ | --------- | ------------------------------- | -------------------------------------------------- | ---------------------------------------- | --- | ------------------ | ------------------------------ |
| 50           | 1         | Sister of Invention             | Sestra vynálezkyně                                 | Robb Pratt                               | Tom Rogers | 7. října 2019      | 15. dubna 2022                 |
| 51           | 2         | To Save a Sunbird               | Zachraňte slunečního ptáka                         | Nathan Chew                              | Rachel Ruderman | 8. října 2019      | 16. dubna 2022                 |
| 52           | 3         | Father-in-Chief                 | Tatík šéfík                                        | Robb Pratt                               | námět: Tom Rogers a Rachel Ruderman scénář: Cam Baity                                                                 | 9. října 2019      | 17. dubna 2022                 |
| 53           | 4         | The Incredible Shrinking Royals | Úžasní malincí královští                           | Nathan Chew                              | námět: Tom Rogers scénář: Kate Kondell                                                                                | 10. října 2019     | 18. dubna 2022                 |
| 54           | 5         | Norberg Peace Prize             | Norbergova cena míru                               | Nathan Chew                              | Rachel Ruderman | 11. října 2019     | 19. dubna 2022                 |
| 55           | 6         | The Magic Within                | Vnitřní kouzlo – 1. částVnitřní kouzlo – 2. část   | Robb Pratt                               | Tom Rogers a Rachel Ruderman                                                                                          | 13. října 2019     | 20. dubna 202221. dubna 2022   |
| 56           | 7         | Flower of Light                 | Květy noci                                         | Nathan Chew                              | námět: Cam Baity scénář: Cam Baity a Silvia Olivas                                                                    | 16. října 2019     | 22. dubna 2022                 |
| 57           | 8         | Captain Mateo                   | Kapitán Mateo                                      | Nathan Chew                              | Kate Kondell | 17. října 2019     | 23. dubna 2022                 |
| 58           | 9         | Sugar Rush                      | Uspěchané sladkosti                                | Nathan Chew                              | Cam Baity | 18. října 2019     | 24. dubna 2022                 |
| 59           | 10        | The Family Treasure             | Rodinný poklad                                     | Robb Pratt                               | Tom Rogers | 21. října 2019     | 25. dubna 2022                 |
| 60           | 11        | Dreamcatcher                    | Lapač snů                                          | Robb Pratt                               | Rachel Ruderman | 22. října 2019     | 26. dubna 2022                 |
| 61           | 12        | Changing of the Guard           | Výměna stráží                                      | Nathan Chew                              | Kate Kondell | 23. října 2019     | 27. dubna 2022                 |
| 62           | 13        | King Skylar                     | Král Skylar                                        | Robb Pratt                               | Tom Rogers | 24. října 2019     | 28. dubna 2022                 |
| 63           | 14        | Spirit of a Wizard              | Duch čaroděje                                      | Robb Pratt                               | Rachel Ruderman | 25. října 2019     | 29. dubna 2022                 |
| 64           | 15        | Team Isa                        | Isy tým                                            | Nathan Chew                              | Kate Kondell | 15. listopadu 2019 | 30. dubna 2022                 |
| 65           | 16        | The Last Laugh                  | Poslední úsměv                                     | Robb Pratt                               | Tom Rogers | 22. listopadu 2019 | 1. května 2022                 |
| 66           | 17        | Festival of Lights              | Slavnost světel                                    | Craig Gerber                             | Rachel Ruderman | 6. prosince 2019   | 2. května 2022                 |
| 67           | 18        | The Birthday Cruise             | Narozeninová plavba                                | Nathan Chew                              | námět: Rachel Ruderman scénář: Cam Baity                                                                              | 10. ledna 2020     | 3. května 2022                 |
| 68           | 19        | Giant Steps                     | Obří schody                                        | Robb Pratt                               | Tom Rogers | 7. února 2020      | 4. května 2022                 |
| 69           | 20        | Shooting Stars                  | Padající hvězdy                                    | Nathan Chew                              | Kate Kondell | 6. března 2020     | 5. května 2022                 |
| 70           | 21        | Crash Course                    | Rychlokurz                                         | Robb Pratt                               | Tom Rogers | 3. dubna 2020      | 6. května 2022                 |
| 71           | 22        | Sweetheart's Day                | Den miláčků                                        | Nathan Chew                              | Rachel Ruderman | 8. května 2020     | 7. května 2022                 |
| 72           | 23        | The Lightning Warrior           | Bojovník světel                                    | Robb Pratt                               | Kate Kondell | 19. července 2020  | 8. května 2022                 |
| 73           | 24        | Día de las Madres               | Den matek                                          | Nathan Chew                              | Rachel Ruderman | 26. července 2020  | 9. května 2022                 |
| 74           | 25        | Heart of the Jaguar             | Srdce Jagraka                                      | Robb Pratt                               | Tom Rogers | 2. srpna 2020      | 10. května 2022                |
| 75           | 26        | Elena's Day Off                 | Elenin volný den                                   | Nathan Chew                              | Kate Kondell | 9. srpna 2020      | 11. května 2022                |
| 76           | 27        | To Queen or Not to Queen        | Vládnout či nevládnout                             | Robb Pratt                               | Rachel Ruderman | 16. srpna 2020     | 12. května 2022                |
| 77           | 28        | Elena of Avalor: Coronation Day | Korunovační den – 1. částKorunovační den – 2. část | Elliot M. Bour, Nathan Chew a Robb Pratt | námět: Kate Kondell, Silvia Olivas, Tom Rogers, Craig Gerber a Rachel Ruderman scénář: Craig Gerber a Rachel Ruderman | 23. srpna 2020     | 13. května 202214. května 2022 |

## Kraťasy

### Dobrodružství ve Vallestrelle(2017)
| Č. | Původní název            | Český název         | Premiéra v USA | Premiéra v ČR  |
| -- | ------------------------ | ------------------- | -------------- | -------------- |
| 1  | Flight of the Butterfrog | První let žabílků   | 14. října 2017 | 11. srpna 2018 |
| 2  | Human Nature             | Pozorování lidí     | 14. října 2017 | 2. září 2018   |
| 3  | Sleeping Sunbird         | Spící sluneční pták | 14. října 2017 | 12. srpna 2018 |
| 4  | Fast Food                | Rychlé jídlo        | 14. října 2017 | 18. srpna 2018 |
| 5  | Peabunny Boogie          | Tanec králpávíků    | 14. října 2017 | 19. srpna 2018 |

### Trénování se žezlem se Zuzem(2018)
| Č. | Původní název              | Český název                 | Premiéra v USA  | Premiéra v ČR |
| -- | -------------------------- | --------------------------- | --------------- | ------------- |
| 1  | Royal Treasury Escape Room | Únik z královské pokladnice | 24. února 2018  | 9. září 2018  |
| 2  | The Heist                  | Iluze                       | 24. února 2018  | 7. září 2018  |
| 3  | Nothing But Blaze          | Kouzlo Záře                 | 3. března 2018  | 15. září 2018 |
| 4  | Stowaway                   | Kouzlo neviditelnosti       | 3. března 2018  | 16. září 2018 |
| 5  | Don't Be Our Guest         | Nebuď našim hostem          | 10. března 2018 | 22. září 2018 |

### The Secret Life of Sirenas(2018)
| Č. | Původní název         | Český název   | Premiéra v USA | Premiéra v ČR |
| -- | --------------------- | ------------- | -------------- | ------------- |
| 1  | Off to the Races      | bude oznámeno | 21. září 2018  | bude oznámeno |
| 2  | Feeling Clammy        | bude oznámeno | 21. září 2018  | bude oznámeno |
| 3  | Walk this Way         | bude oznámeno | 21. září 2018  | bude oznámeno |
| 4  | Marisa and the Mirror | bude oznámeno | 21. září 2018  | bude oznámeno |
| 5  | One-Octopus Band      | bude oznámeno | 21. září 2018  | bude oznámeno |

### Discovering the Magic Within(2019)
| Č. | Původní název                | Český název   | Premiéra v USA | Premiéra v ČR |
| -- | ---------------------------- | ------------- | -------------- | ------------- |
| 1  | When the Royal Family's Away | bude oznámeno | 13. října 2019 | bude oznámeno |
| 2  | Spring Cleaning              | bude oznámeno | 15. října 2019 | bude oznámeno |
| 3  | Not So Basic Training        | bude oznámeno | 17. října 2019 | bude oznámeno |
| 4  | No Good Deed Goes Unpunished | bude oznámeno | 17. října 2019 | bude oznámeno |
| 5  | Modern Royal Family          | bude oznámeno | 19. října 2019 | bude oznámeno |